# Corberana (olivera)
Corberana, a voltes i curiosament anomenada valenciana, és una varietat d'olivera amb tendència a desaparèixer que compta amb algun exemplar a Corbera, així com també a la Garriga, al Vallès Oriental i al Bages. El seu origen és confós, ja que hi ha fonts que argumenten que és originària del primer municipi, i d'altres que expliquen que prové del segon.

Varietat conreada per a l'oli, que es considera de bona qualitat. L'arbre es considera de vigor alt i alta productivitat, de forma erecte, densitat mitja i de regularitat baixa. Hi ha discrepància també en les fonts ja que algunes argumenten que el fruit que produeix madura tardanament i d'altres de manera primerenca o mitjana. En la recol·lecció l'oliva, que ha adquirit color negre, és de despreniment difícil i de rendiment gras del 20 per cent. La seva forma és lleugerament asimètrica amb àpex arrodonit i mugró present. Té abundants i petites lenticel·les.